# Воррен Чімбембе
Воррен Крістофер Пол-Роджерс Чімбембе (фр. Warren Christopher Paul-Roger Tchimbembé, нар. 21 квітня 1998, Гонесс, Франція) — конголезький футболіст, півзахисник французького клубу «Мец» та національної збірної Конго.

## Ігрова кар'єра

### Клубна
Воррен Чімбембе народився у передмісті Парижу - Гонесс і займатися футболом починав у молодіжній команді клубу «Труа». З 2015 року футболіст почав виступи за другу клубну команду у Національному дивізіоні 2. У травні 2018 року Чімбембе підписав з клубом професійний контракт на три роки і 3 серпня 2018 року дебютував в першій команді у турнірі Ліги 2.
Влітку 2020 року футболіст перейшов до клубу Ліги 1 «Мец», з яким підписав трирічний контракт. Першу гру у вищому дивізіоні футболіст провів 13 вересня 2020 року, коли вийшов на заміну у матчі проти «Лілля». 
В подальшому футболіст через важку травму коліна змушений був пропустити багато часу і взимку 2022 року для набору ігрової практики до кінця сезону відправився в оренду в іспанський клуб Сегунди «Мірандес». Сезон 2022/23 Чімбембе провів також в оренді - у клубі французької Ліги 2 «Генгам». Перед початком сезону 2023/24 півзахисник повернувся до «Меца».

### Збірна
Воррен Чімбембе народився у Франції але маючи конголезьке коріння, у 2021 році прийняв запрошення і 9 жовтня у матчі кваліфікації до чемпіонату світу 2022 року проти команди Того дебютував у складі національної збірної Конго.